# Бурхард IV фон Кверфурт
Бурхард IV фон Кверфурт Курцханд (на немски: Burkhard IV Kurzhand von Querfurt; † 2 април 1247) от фамилията на графовете Кверфурти на род Мансфелд, е бургграф на Магдебург в архиепископството Магдебург (1209 – 1243/1247).

## Биография
Той е син на Бурхард III фон Кверфурт (* пр. 1170; † 1190), бургграф на Магдебург (1177/1178 – 1190), и съпругата му София фон Ветин († декември 1189), дъщеря на граф Хайнрих I фон Ветин († 1181) и пфалцграфиня София фон Зомершенбург († 1189). Племенник е на Гебхард IV фон Кверфурт († 1213/1216), бургграф на Магдебург (1190 – 1209). Роднина е на Рупрехт I († 1266), архиепископ на Магдебург.
Бурхард IV се жени за графиня София фон Вилдунген († сл. 2 април 1247) от фамилията Лудовинги, дъщеря на граф Фридрих фон Цигенхайн († 1229) и Луитгард (Лукардис) фон Графство Цигенхайн († след 1207), дъщеря наследничка на граф Гозмар IIIн Цигенхайн († 1184), роднина на император Фридрих I Барбароса (1122 – 1190).
Бурхард IV продава без съгласието на съпругата си, по право наследничката, Вилдунген и замък Кесебург със селището Кезеберг на ландграф Лудвиг IV от Тюрингия. Така изчезва графството Вилдунген.

## Деца
Бурхард IV и София фон Вилдунген-Цигенхайн имат три деца:
- Бурхард V фон Кверфурт († 1269/1270), бургграф на Магдебург (1243/1247 – 1269/1270), женен 1230/1235 г. за Матилда
- Бурхард VI (X) 'Млади' фон Кверфурт (* ок. 1215; † 1273/1278), титулар-бургграф на Магдебург, женен пр. 25 юли 1273 г. за графиня Гизела фон Кафтернбург-Рабенсвалд († 1278)
- Мария фон Хардег († сл. 1299), омъжена за Олрих цу Хардег (Храдце) († ок. 1292)